# Martin Cahill
Pour les articles homonymes, voir Cahill.
Martin Cahill, né le 23 mai 1949 à Dublin et mort le 18 août 1994 dans la même ville, est un criminel irlandais qui sévit à Dublin au début des années 1990.
Martin Cahill fut surnommé The General par la presse de l'époque à la fois pour ne pas citer directement son nom et éviter ainsi la diffamation mais aussi pour illustrer le soin particulier qu'il mettait à préparer ses cambriolages. En août 1994 Martin Cahill fut abattu et son assassinat fut revendiqué par l'IRA provisoire avec laquelle il aurait refusé de collaborer.
Deux films ont été réalisés sur la vie de Martin Cahill :
- En 1998, John Boorman réalisa Le Général. Le film obtint le prix de la mise en scène au festival de Cannes.
- En 2000, Thaddeus O'Sullivan réalisa la comédie Ordinary Decent Criminal avec Kevin Spacey dans le rôle de Cahill, rebaptisé Michael Lynch pour les besoins de ce scénario librement inspiré de sa vie.